# Percnostola
Percnostola é um género de ave da família Thamnophilidae. 
Este género contém as seguintes espécies:
- Formigueiro-de-cabeça-preta, Percnostola rufifrons
- Formigueiro-cinza, Percnostola schistacea
- Formigueiro-de-asa-pintada, Percnostola leucostigma
- Formigueiro-do-caura, Percnostola caurensis
- Formigueiro-do-bambu, Percnostola lophotes